# Kiekut (Altenhof)

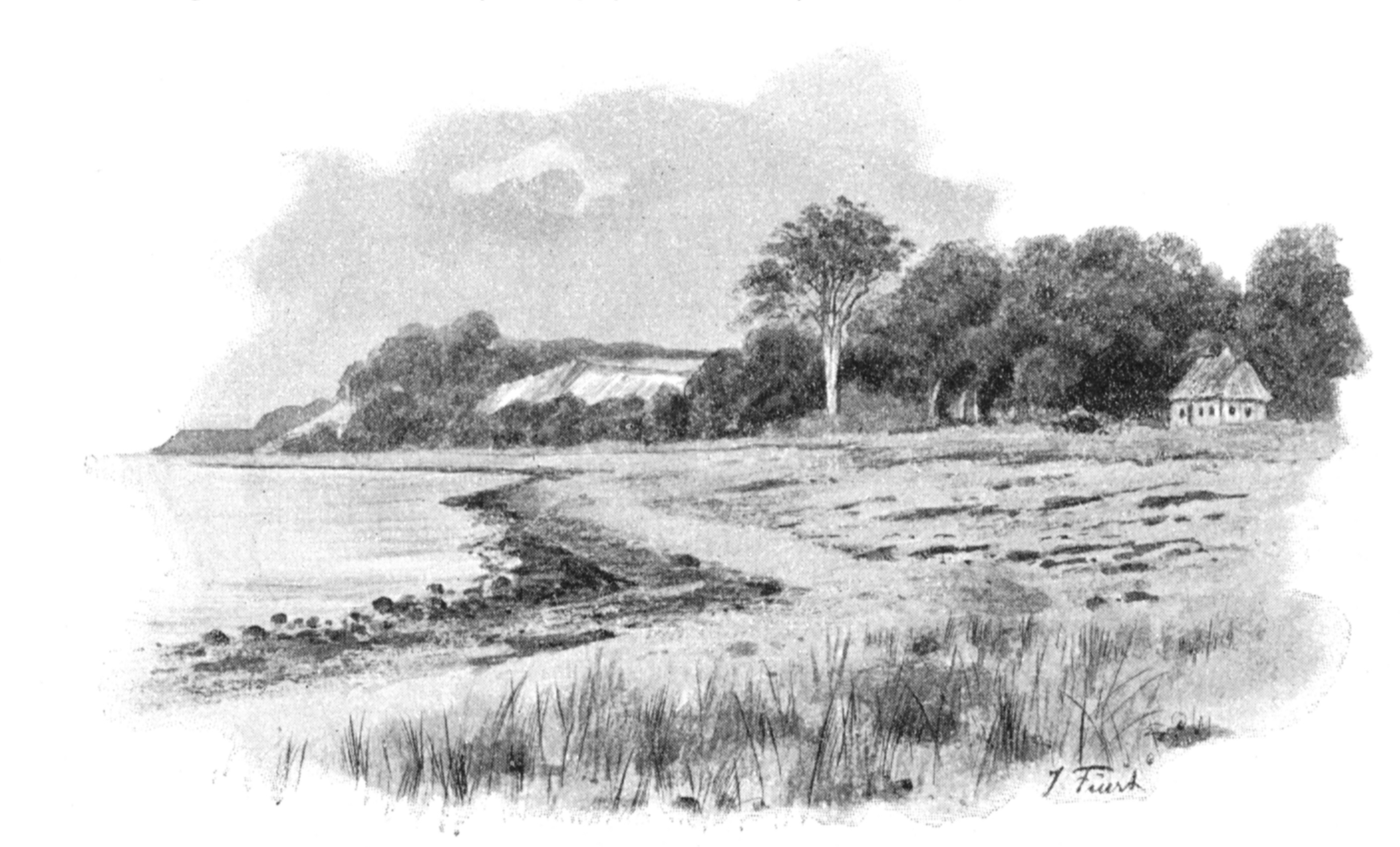
Altenhofer Strand bei Kiekut, Zeichnung von Julius Fürst um 1895

Kiekut (dän. Kikud) ist eine an der Eckernförder Bucht gelegene Ortschaft in Schleswig-Holstein, die als offizieller Ortsteil zur Gemeinde Altenhof gehört. Die Ortschaft ist Teil des „Landschaftsschutzgebietes Küstenlandschaft Dänischer Wohld“.
In der 1931 errichteten und nun direkt an der Bundesstraße 76 gelegenen Fachwerk-Kate mit Reetdach befindet sich heute ein Restaurant. 1845 wird Kiekut als kleine Landstelle erwähnt und darauf hingewiesen, dass sich früher in der Ortschaft eine Ziegelei befand.
Nach dem Zweiten Weltkrieg wurden direkt am Strand unterhalb der Steilküste Notunterkünfte und danach (von der Kurverwaltung Eckernförde vermietete) Ferien vom Ich-Gebäude errichtet, von denen ein Teil auch heute noch steht. Oberhalb der Steilküste entstand ab 1947 ein Missionskinderheim.
Der Jordan, ein etwa fünf Kilometer langer Bach, mündet in Kiekut in die Ostsee. In den 1950er Jahren bis Mitte der 1960er Jahre wurde zwischen der Jordan-Mündung und der Gastwirtschaft Kiekut alljährlich in den Sommerferien ein Zeltlager für Kinder aufgeschlagen, organisiert von AWO-Ortsverband Eckernförde. An dieser Stelle befang sich nach dem Zweiten Weltkrieg ebenfalls eine Notunterkunft.
Vor etwa 6000 bis 8000 Jahren, als der Wasserstand der Ostsee um sieben bis acht Meter tiefer als der heutige war, befand sich im Bereich der damaligen Jordan-Mündung etwa einen halben Kilometer entfernt von der heutigen in der Ostsee, eine Siedlung der Ertebølle-Kultur.
Zu Kiekut gehört auch der Begräbniswald Küstenfrieden. 